# AGROVOC
O tesaurus AGROVOC começou a ser desenvolvido na década de 1980 como um tesaurus multilingue para todos temas da agricultura, silvicultura, pescae outros domínios do conhecimento relacionados com alimentação como, por exemplo, meio ambiente. Seu objetivo principal foi o de padronizar o processo de indexação para a base de dados AGRIS, visando tornar a busca mais simples e mais eficiente e orientar o usuário para os recursos mais importantes. Nos últimos dez anos, o uso do AGROVOC expandiu-se consideravelmente ao ponto de ser, atualmente, uma ferramenta para organização do conhecimento explícito e para o desenvolvimento de ontologias e funcionalidades de buscas multilingues. O AGROVOC transformou-se num conceito de servidor, assim como um tesaurus baseado em termos. O AGROVOC é utilizado mundialmente por pesquisadores, bibliotecários, gestores de informação e outros profissionais para indexar, recuperar e organizar dados em sistemas de informações agrícolas. Seu papel é o de ajudar a padronizar a descrição semântica dos objetos de informação para se obter integração de informação entre os sistemas e fornecer acesso a recursos relevantes.
O AGROVOC está disponível em seis línguas oficiais da FAO: inglês, francês, espanhol, árabe, chinês e russo. Também já foi traduzido para o tcheco, persa, alemão, hindu, húngaro, italiano, japonês, coreano, laonês, polonês, português, eslovaco e tailandês e está sendo traduzido para outras línguas como o malaio, moldaviano, telugu, turco e ucraniano.

## Estrutura do AGROVOC
O AGROVOC é composto por termos, que consistem de uma ou mais palavras que representam sempre um e o mesmo conceito. Para cada termo, um conjunto de palavras é apresentado, mostrando as relações hierárquicas e não hierárquicas com outros termos: BT ("broader term"/termo genérico), NT ("narrower term"/termo específico), RT ("related term"/termo relacionado), UF ("use for"/utiliza-se para). Notas de escopo e definições são utilizadas no AGROVOC para esclarecer o significado e o contexto dos termos.
```
 Poluição
 NT: Deposição ácida
 NT: Poluição do ar
 NT: Poluição não pontual
 NT: Poluição sedimentar
 NT: Poluição da água
 RT: Degradação ambiental
 RT: Poluentes
 RT: Pesticidas
```

```
 Poluição do ar
 BT: Poluição
 RT: Atmosfera
 RT: Efeito estufa
```

Essas relações fornecem o escopo e a estrutura para o AGROVOC. Por exemplo, conhecendo que um termo genérico para "poluição do ar" é poluição e que termos relacionados são "atmosfera" e "efeito estufa" define-se o escopo de informação representada por esses termos. Notas de escopo adicionais são usadas no AGROVOC para esclarecer o significado e o contexto dos termos quando necessário. Termos taxonômicos e geográficos são etiquetados para facilitar a busca, filtragem e acesso.

## O servidor AGROVOC de conceitos
AGROVOC está sendo convertido de um sistema de organização de conhecimento baseado em termos com relações tradicionais dos thesauri (BT, NT, RT e UF) para um sistema baseado em conceito, o servidor de conceitos AGROVOC, o qual permite a representação de mais semântica, tais como relações específicas entre conceitos assim como relações entre suas lexicalizações multilíngues como, por exemplo, "tem sinonímia", "tem tradução". É um recurso que estrutura e padroniza a terminologia agrícola em diversas línguas para utilização de diferentes usuários e sistemas ao redor do mundo.

## O servidor WorkBench de conceitos
O servidor WorkBench de conceitos é um ambiente de trabalho baseado na web para gestão do servidor AGROVOC de conceitos. É a ferramenta que suporta a manutenção dos dados do servidor de conceitos, permitindo aos usuários adicionar, editar e eliminar termos e conceitos e criar relacionamentos entre eles num ambiente distribuído e colaborativo. O WorkBench inclui recursos de administração e gestão de grupos assim como de construção de fluxos de trabalho para manutenção, validação, exportação e garantia de qualidade (por exemplo, consistência) do conjunto de dados. O servidor WorkBench de conceitos é disponível gratuitamente a qualquer pessoa e facilita a edição colaborativa. Ele representa um conjunto de conceitos agrícolas e um ponto de partida para o desenvolvimento de ontologias de domínio específico, onde multi-línguas e representação localizada da informação são aspectos importantes.

## Serviços web
O AGROVOC é acessível via serviços web que podem ser chamados de qualquer aplicação cliente. Os serviços web são hospedados em Apache Axis rodando Tomcat. Podem ser evocados via chamadas padrão SOAP, retornando resposta padrão SOAP. Utilizando-se os serviços web, as mudanças no servidor de conceitos AGROVOC podem ser acessadas imediatamente, reduzindo o tempo e o esforço necessário para baixar e incorporar as versões mais recentes dos dados do servidor de conceitos AGROVOC em aplicações.

## Formatos
O AGROVOC pode ser baixado gratuitamente para uso não comercial, sendo disponível em MySQL, MS Access, RDF, OWL, SKOS, Postgres, TagText, XML, e ISO2709.

## Ligações relacionadas
- Information Management Standards
- AGRIS
- Metadata Element Set
- Geopolitical ontology